# リヴ・トゥ・ライズ
「リヴ・トゥ・ライズ」（"Live to Rise"）は、アメリカ合衆国のロックバンドであるサウンドガーデンによる楽曲。2012年4月17日にデジタル・ストアでダウンロード発売された。映画『アベンジャーズ』でも使用され、そのサウンドトラック盤である『アベンジャーズ・アッセンブル』にも収録されている。サウンドガーデンにとっては2010年の再結成以来初めての新録曲となる（2010年発売の「ブラック・レイン」は1990年代に録音された）。
サウンドガーデンのクリス・コーネルは「映画の原作がもともとアメリカン・コミックでもあるため、孫でもおじいちゃんでもわかるような曲が必要だと考えたものの、新作用にはそういう曲を制作していなかったため、あらためて書き下ろすことになった」と説明した。

## チャート順位
| チャート (2012)                                           | 最高 順位 |
| --------------------------------------------------------- | --------- |
| カナダ (Billboard Canadian Hot 100)                       | 69        |
| アメリカ合衆国 Bubbling Under Hot 100 Singles (Billboard) | 10        |
| アメリカ合衆国 Mainstream Rock (Billboard)                | 1         |
| アメリカ合衆国 Rock Songs (Billboard)                     | 4         |
| アメリカ合衆国 Alternative Songs (Billboard)              | 12        |
| イギリス Rock (Official Charts Company)                   | 11        |

## 評価
『USAトゥデイ』は、『アベンジャーズ・アッセンブル』における「リヴ・トゥ・ライズ」を「オールスタースーパーヒーロー映画『アベンジャーズ』のためのオールスターサウンドトラックにおける超人ハルクだ」と評した。